# Kovalove, Bahmaci
Kovalove (în ucraineană Ковальове) este un sat în comuna Rubanka din raionul Bahmaci, regiunea Cernihiv, Ucraina.

## Demografie
Componența lingvistică a localității Kovalove
     Ucraineană (100%)
Conform recensământului din 2001, toată populația localității Kovalove era vorbitoare de ucraineană (100%).